# 호펨터슈필
호펨터슈필(독일어: Hofämterspiel→궁중 카드:49ff)는 15세기에 헝가리-보헤미아 국왕 라디슬라우스 포스투무스의 주문으로 제작된 플레잉카드 덱이다. 48장의 카드가 모두 남아서 전해지고 있으며, 보존되어 있는 플레잉카드 유물 중 가장 오래된 축에 속한다. 오스트리아 북티롤의 암브라스성에 소재한 티롤 후작 페르디난트 2세의 보물고에서 발견되었다. 카드 무늬 대신 보헤미아・프랑스・독일・헝가리 4국을 짝패로 사용했다. 네 왕실의 문장을 짝패로 사용한 것은 “15세기 중앙유럽의 왕조들 간의 정치적 관계를 잘 보여줄” 분 아니라, 그 자체로 제작된 시기에 비해 아주 정교한 품질을 보여주고 있다.:49ff
카드 한 장의 크기는 97 mm × 140 mm이며, 밝은 색 템페라로 칠하고 금과 은으로 포인트를 채식했다.

## 카드패 목록
| 번호 | 짝패                  | 짝패                     | 짝패                | 짝패                  |
| 번호 | 보헤미아              | 프랑스                   | 독일                | 헝가리                |
| ---- | --------------------- | ------------------------ | ------------------- | --------------------- |
| 국왕 | 국왕(König)           | 국왕(König)              | 국왕(König)         | 국왕(König)           |
| 왕비 | 왕비(Königin)         | 왕비(Königin)            | 왕비(Königin)       | 왕비(Königin)         |
| Ⅹ    | 궁정장(Hofmeister)    | 궁정장(Hofmeister)       | 궁정장(Hofmeister)  | 궁정장(Hofmeister)    |
| Ⅸ    | 원수(Marschalk)       | 원수(Marschalk)          | 원수(Marschalk)     | 원수(Marschalk)       |
| Ⅷ    | 어의(Artzt)           | 궁정장부인(Hofmeistryn)  | 궁정사제(Capplan)   | 시중(Kantzler)        |
| Ⅶ    | 시종관(Kammermeister) | 잔 드리는 자(Schenk)     | 궁내관(Truchseß)    | 숙수(Kuchenmeister)   |
| Ⅵ    | 시녀(Jungfrawe)       | 시녀(Jungfrawe)          | 시녀(Jungfrawe)     | 시녀(Jungfrawe)       |
| Ⅴ    | 매부리(Valkner)       | 요리사(Koch)             | 술창고지기(Kellner) | 사격병(Schütze)       |
| Ⅳ    | 나팔수(Trometer)      | 마구간지기(Marstaler)    | 이발사(Barbier)     | 나팔수(Trometer)      |
| Ⅲ    | 포고관(Herold)        | 궁정재단사(Hofschneider) | 기수(Renner)        | 어물전(Fischer)       |
| Ⅱ    | 여도공(Hefneryn)      | 엽사(Jeger)              | 전령(Bote)          | 제빵사(Pfister)       |
| Ⅰ    | 남자 어릿광대(Narr)   | 여자 어릿광대(Nerryn)    | 남자 어릿광대(Narr) | 여자 어릿광대(Nerryn) |

## 같이 보기
- 타로